# Табурет моделі 60

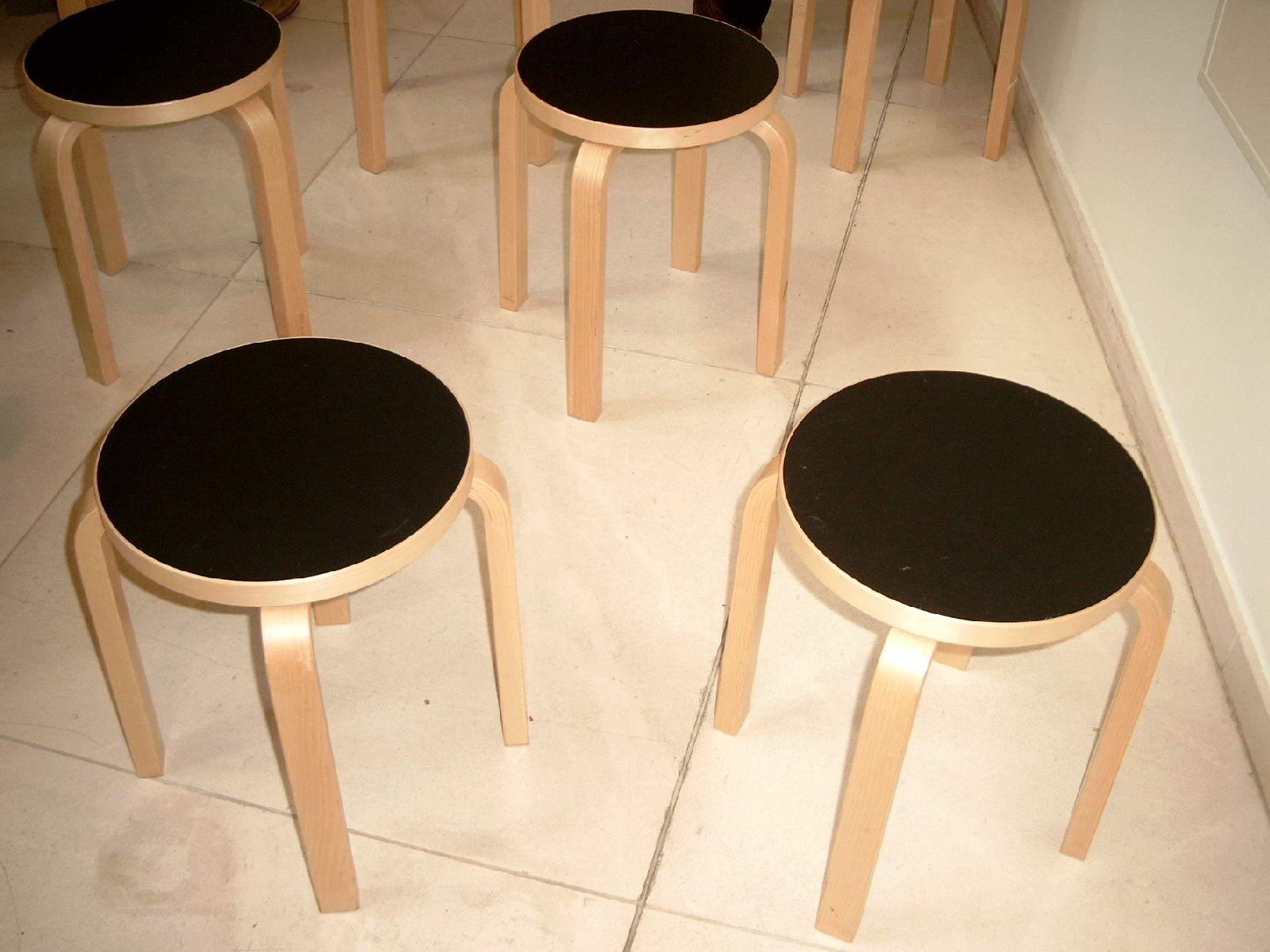
Табурет, дизайн Алвар Аалто, 1933р.

Табурет моделі 60 — це дерев’яний табурет, розроблений фінським дизайнером Алваром Аалто в 1933 році. Табурет, виготовлений компанією Artek, є одним із найвідоміших дизайнів меблів Аалто.

## Історія

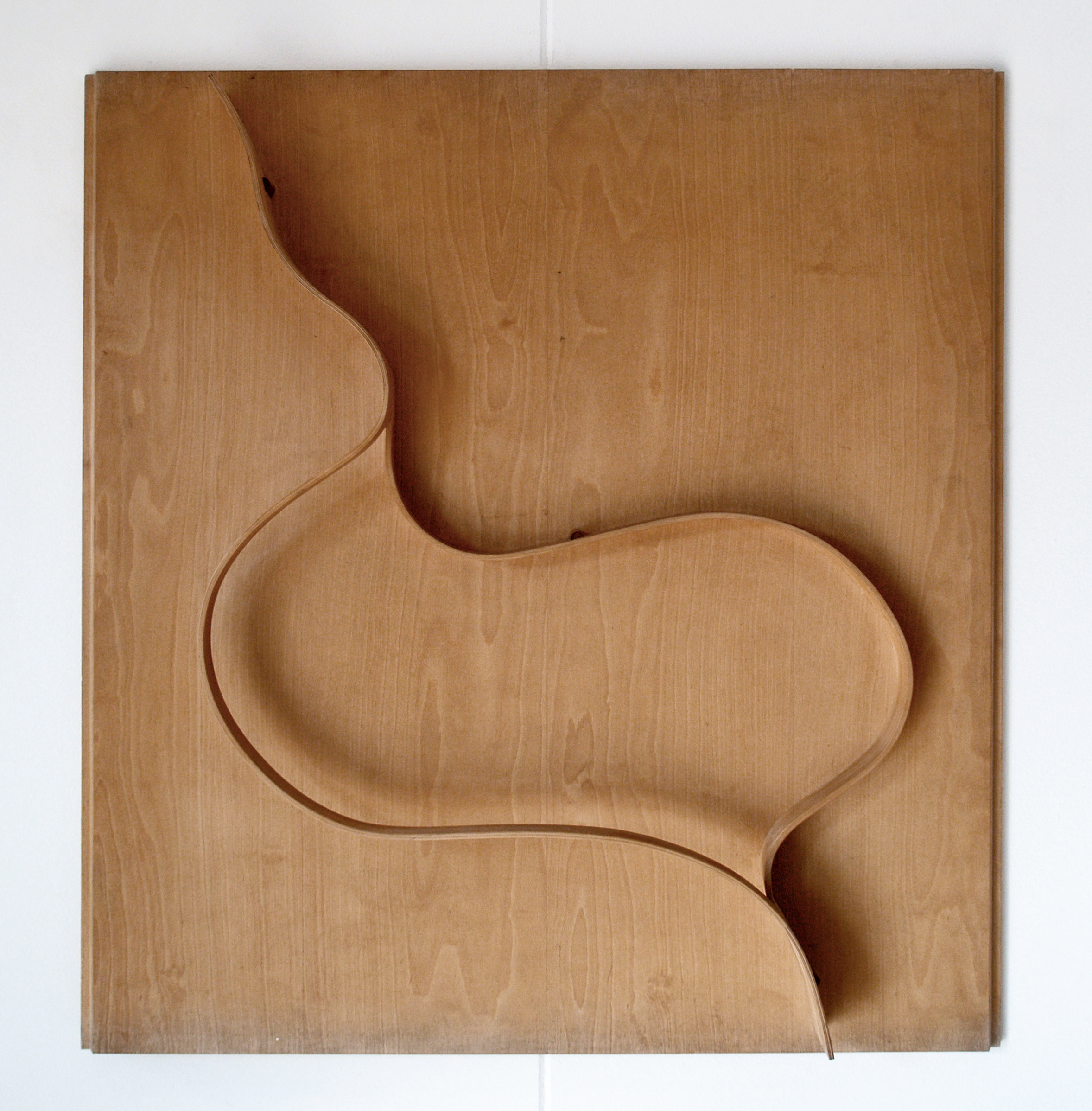
Досліди з згинання деревини

На початку 1930-х років Аалто провів серію експериментів зі згинання деревини, кульмінацією яких стала його розробка гнутої дерев’яної ніжки стільця, яку можна було виготовляти масово і не потребувала столярних робіт . Аалто використовував ніжку стільця, названу «ніжкою L» у своєму проєкті 1933 року для табурета моделі 60, який призначався для використання у бібліотеці у Вііпурі Аалто, як відомо, випробував міцність своєї конструкції, неодноразово кидаючи прототип табурета об землю. Ці табурети можна зберігати у вигляді штабеля, складаючи один на один.
Дизайн вперше був представлений публіці в листопаді 1933 року на фінській виставці дизайну під назвою Wood Only у Fortnum & Mason у Лондоні. Табурет безперервно вироблявся з моменту його першого випуску в 1933 році.
Модель табурета 1933 року була додана до постійної колекції MoMA в 1958 році  

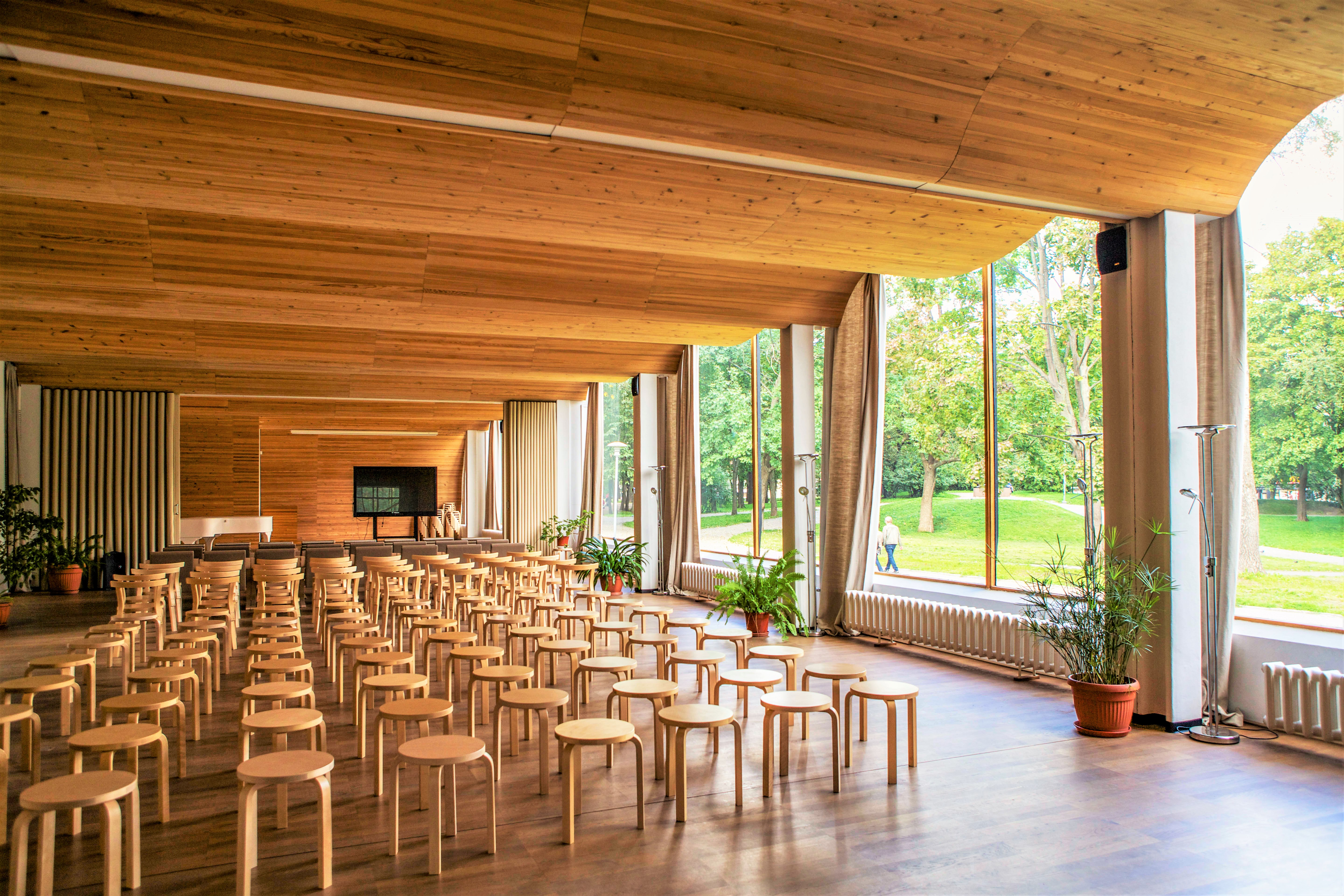
Бібліотека у Вііпурі з табуретами Аалто

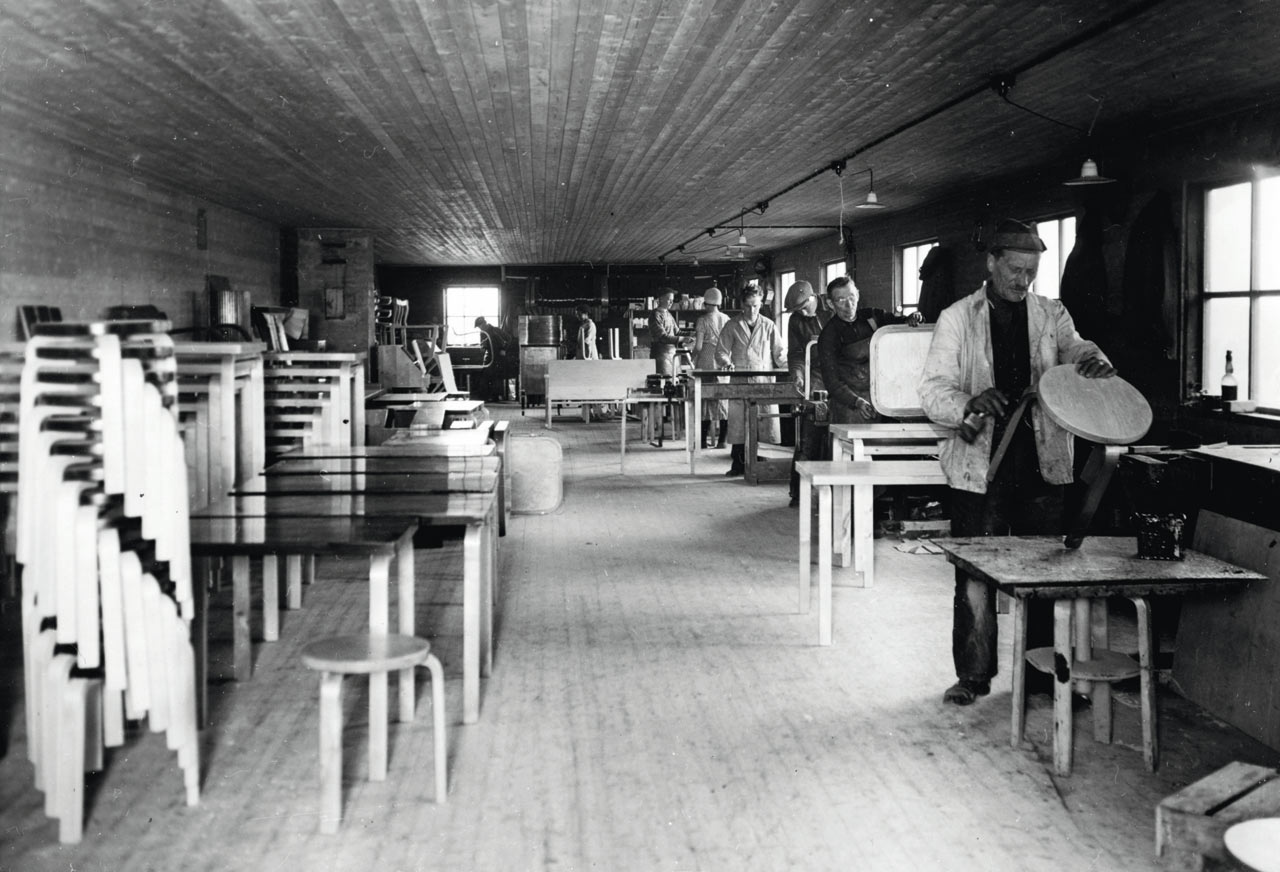
Виробництво табурета 1937 року

## Пізніші видання
У 2017 році бренд вуличного одягу Supreme випустив обмежену версію табурета з шаховим візерунком і червоним логотипом на сидінні. 